# كريستوف ماريا هيربست
كريستوف ماريا هيربست (بالألمانية: Christoph Maria Herbst)‏ (و. 1966 – م) هو ممثل، وممثل صوت، وممثل هزلي من ألمانيا . ولد في فوبرتال.

## روابط خارجية
- كريستوف ماريا هيربست على موقع IMDb (الإنجليزية)
- كريستوف ماريا هيربست على موقع روتن توميتوز (الإنجليزية)
- كريستوف ماريا هيربست على موقع مونزينجر (الألمانية)
- كريستوف ماريا هيربست على موقع ألو سيني (الفرنسية)
- كريستوف ماريا هيربست على موقع ميوزك برينز (الإنجليزية)
- كريستوف ماريا هيربست على موقع تيرنر كلاسيك موفيز (الإنجليزية)
- كريستوف ماريا هيربست على موقع أول موفي (الإنجليزية)
- كريستوف ماريا هيربست على موقع ديسكوغز (الإنجليزية)
- كريستوف ماريا هيربست على موقع قاعدة بيانات الفيلم (الإنجليزية)
- كريستوف ماريا هيربست على موقع كينوبويسك (الروسية)